# Тайбола (фестиваль)
Тайбола — межрегиональный молодёжный культурно-экологический волонтёрский фестиваль на открытом воздухе, более известный как северный арт-фестиваль «Тайбола». Проводится с 2012 года в Архангельской области в Холмогорском районе.
Основная цель фестиваля — вовлечение зрителей в процесс созидания, арт-объекты создаются как профессиональными художниками и артистами, так и всеми желающими. До 2018года фестиваль являлся некоммерческим и организовывался силами добровольцев, участие и вход были бесплатные. Однако с 2019 года вход на фестиваль платный, но основная работа по подготовке фестиваля все так же делается волонтёрами. Помимо идеи соучастия и творческого созидания, организаторы также придерживаются сами и стараются донести до гостей фестиваля идею гармоничного сосуществования с природой и бережного отношения к ней. До и после проведения фестиваля площадка убирается, а во время мероприятия проводятся экологические семинары и лекции.
Главный музыкальный вектор «Тайболы» — это эклектика, смешение стилей. Предпочитаемые стили можно обозначить как world music, этника, фолк, пост-рок, трип-хоп, джаз, фанк, блюз, софт-рок, инди-рок, смешение традиционной и современной музыки, даб, регги, авторская электроника (chill, ambient, lounge, IDM, down tempo), инструментальная музыка. Организаторы стараются представить максимально широкий спектр некоммерческой музыки.

## Пространства
Традиционно фестиваль объединяет несколько площадок: это «живая» сцена, «электронная» площадка, ярмарка, чайная, пространство для мастер-классов, арт-объекты из топляка, объекты инфраструктуры фестиваля. Мастер-классы ориентированы на раскрытие внутреннего потенциала и творческих способностей участников, равно как и знакомство с мировыми практиками и традициями. В разные года на фестивале проводились мастер-классы по игре на этнических инструментах, файер-шоу, трайбл-дэнс, рисунку и боди-арту, инсталляции, чайная церемония, сэнд-арту, экологии, кузнечному делу и многие другие. С 2013 года существует «Спортивная площадка», в рамках которой проводятся соревнования, показательные и открытые уроки по единоборствам, волейболу, танцам, йоге и пр .

## История

### Тайбола 2012. В ожидании солнца

#### Место проведения
Солза, МО Северодвинск, Архангельская область.

#### Участники
«Живая сцена»: DJ Pit — Reggae \ Dub \ Raggamuffin (Архангельск), Евгений Резанов энд Водогон (Северодвинск), The Sunrise (Северодвинск), Ономастика (Архангельск), Николай Федоров (Москва), Faнк Sтерлинг (Архангельск), Hello Gonzo (Архангельск), Корица (Архангельск), DJ VLaD (Архангельск), Три Ри (Архангельск), ГДР (Москва), Be Happy! (Архангельск), Дарья Орлова и Ко (Архангельск), Владимир Трубин (Северодвинск), Ягода Гало (Архангельск).

Электронная сцена: Sinestesia, Шесть мертвых болгар и Огни видений, OFX, Spieltape, A. Mayer, Krab, Pak0, Twizztee, Stepfather & Sergey Po, Transmitter, Pit, Patrick, r2d2, V.Semkov, NoName.

### Тайбола 2013. Ближе к корням

#### Место проведения
Солза, МО Северодвинск, Архангельская область.

#### Участники
Подвижники/Asketics (Петрозаводск), Kalashnikov Band (Москва), Ascorbic Acid (Москва), Федор Ларюшкин (Ханты-Мансийск), SAGE (Екатеринбург), Atlantida project (Санкт-Петербург), ГДР (Москва), Hungry Shoes Band (Москва), Три Ри (Северодвинск), Midal E Garda (Архангельск), Ягода Гало (Архангельск), Неизвестный Композитор (Архангельск), Mille Diaboli (Архангельск), Chocolate makes you happy (Архангельск), The Sunrise (Северодвинск), Be Happy (Архангельск), Шесть мертвых болгар (Архангельск), Дикий Штиль (Северодвинск), LIFE (Северодвинск), Николай Федоров (Москва), Ризома (Вологда) PsycheDELTA Blues Band (Москва).

### Тайбола 2014. Новые берега

#### Место проведения
о. Марилов, Холмогорский район, Архангельская область

Фестиваль впервые переместился с морского побережья в дельту реки и прошел на острове Марилов на Северной Двине. В этом году фестиваль впервые приобретает статус международного /ссылка/, так как в нем приняли участие музыкальные группы из Швеции, Норвегии и Белоруссии, свой объект в конкурсе арт-объектов «Новые Берега» возвела сборная команда скандинавских художников. В рамках фестиваля работало около 20 площадок, в том числе мастера с «тяжелым» реквизитом: ткачество, кузнечное дело, гончарное дело, всего же на фестивале прошло несколько десятков мастер-классов, в том числе активных (танцы, гимнастика, единоборства и т. д.). В 2014 году фестиваль посетили около 3000 человек, при этом каких-либо серьёзных правонарушений и травм зафиксировано не было.

#### Участники
Hot 45 (Вологда), Вороново Крыло (Пермь), Неизвестный композитор (Архангельск), Asketics (Петрозаводск), Лисьи Песни (Сыктывкар), ЛаШу (Архангельск), SALTO (Москва),ТЕСТО (Санкт-Петербург), Минус Трели (Санкт-Петербург), Argishty (Санкт-Петербург), FolkBeat RF (Москва), Шесть мёртвых болгар (Архангельск-СПБ), Pepelaz Nanalog Beat (Петрозаводск), Дмитрий Дьячков (Северодвинск), Антон Звягин & Phoenix Music Band (Северодвинск), ShantyNatty, Некогда, Reebo Crapten And The Middle Of The Night (Архангельск), PsycheDELTA Blues Band (Москва), Sö (Калуга), Лисьи Песни (Сыктывкар), Сергей Власов (Каргополь), Аапсило (Петрозаводск), Moon Far Away (Архангельск), Cosmic Hurricane (Архангельск), PsycheDELTA Blues Band (Москва), Корица (Архангельск), Алексей Косенко (Ярославль), Иван Ганин и Волосы Вероники (Сергиев Посад), Pornograffity (Архангельск), Роза Ветров (Северодвинск).

#### Участники из других стран
The Samuel Jackson Five (Норвегия), Walter Bob (Швеция), Юлани (Минск).

### Тайбола 2015. На краю земли

#### Место проведения
д. Ворзогоры, Онежский район, Архангельская область.

Непростые погодные условия — штормовой ветер и низкие температуры — сделали фестиваль самым экстремальным в плане погоды. Однако неповторимая природная красота Онежского берега, по мнению многих, стоила всех тягот. Эта локация наиболее точно отразила значение слова «тайбола» — тайга, болото, путь через лес или болото, и образную формулу фестиваля: пусть к себе, обретение внутренней свободы через созидание.

#### Участники
Pushkin Riot (Архангельск), Геннадий Лаврентьев (Москва), Шакти Лока (Москва), Одно Но (Москва), Инкогнутый (Северодвинск), DeDe (Северодвинск), Акимова и Клякса (Архангельск), Лайф (Северодвинск), Sunrise (Северодвинск), Nord Bay (Архангельск), Cosmic Hurricane (Архангельск), Atlantida Project (Санкт-Петербург), Ikarushka (Китай-Москва), Шесть мертвых болгар (Архангельск), Introsvet (Вологда), Чужие сны (Санкт-Петербург), Один Ом (Каргополь), Tribal Trip (Китай-Москва), Tony G (Архангельск).

#### Участники из других стран
Magyar Hot Club (Норвегия).

### Тайбола 2016. Бесконечное путешествие
Несмотря на определенные успехи прошлых лет — с 2012 по 2015 год фестиваль посетило более 12 000 гостей из 80 городов и 10 стран мира, организаторы фестиваля взяли паузу, чтобы определиться с направлением дальнейшего развития. Появилась необходимость в реогранизации и новых идеях. Поэтому ударная часть команды организаторов отправилась на гастроли и приняла участие в других фестивалях России и Норвегии Мост, Фестиваль уличных театров, The Galleria Arts (Норвегия), Поморский фестиваль (Норвегия).

### Тайбола 2017. Восход полярного солнца
Остров Гривы, Холмогорский район, Архангельская область.

### Тайбола 2019. Сила притяжения

#### Место проведения
посёлок Брин-Наволок, Холмогорский район, Архангельская область

### Тайбола 2024. Седьмая вода

#### Место проведения
посёлок Брин-Наволок, Холмогорский район, Архангельская область
Полное название фестиваля — «Тайбола. Седьмая вода». Вода — источник жизни, химический элемент и стихия, связывающая все континенты на планете. Название отсылает к философии Брюса Ли, который говорил: «Опустоши свой ум, будь аморфным, бесформенным, как вода. Когда ты наливаешь воду в чашку, она становится чашкой. Вода может течь, а может крушить. Будь водой, друг мой». Волны — популярный во многих культурах графический орнамент, узор. Цифровое значение — это порядковый номер седьмого полноформатного фестиваля. Географическое расположение «Тайболы» соответствует концепции. Фестиваль соберёт гостей у берегов Северной Двины, на границе земли и воды.
Основная цель «Тайболы» остаётся неизменной: превратить гостей в созидателей и полноправных участников фестиваля. Зрители посетят выступления артистов, построят своими руками арт-объекты и примут участие в мастер-классах: ремесленных, спортивных, танцевальных и многих других. На фестивале запланированы призовые конкурсы фан-арта и графического дизайна, а также конкурс рисунков на асфальте. На спортплощадке пройдёт чемпионат по пляжному волейболу, а для людей, увлечённых водным туризмом, планируется создание специальной стоянки с каяками, лодками и сап-бордами. Гостей ярмарки ждут разнообразные уникальные сувениры, а в свободной библиотеке «Книжный шкаф» зрители найдут хорошие книги.
На «Тайболе» традиционно работает 15-20 площадок. Музыкальный спектр четырёх сцен варьируется от фолка и инди-акустики до электроники, поп-рока и прогрессив-рока. Фестиваль приглашает и народных мастеров с «тяжёлым» реквизитом: здесь представлено ткачество, кузнечное и гончарное дело. На фестивале проходит более сотни мастер-классов, в том числе активных: это танцы, гимнастика, единоборства и оригинальный жанр. Новинка фестиваля — модный дом «Клевер»: проект, посвящённый дизайну одежды и обучению авторов, соберёт 11 северных брендов для создания единой коллекции. Вторым новшеством станет научно-популярный лекторий Общества защиты Ягринского бора, совмещённый с эко-локацией фестиваля.
Вернётся и социальный проект «Тайбола. Открытый мир». В 2015, 2017 и 2019 годах фестиваль посетили 10 гостей с инвалидностью (в том числе колясочники) и 10 сопровождающих. Традиционно рядом с «Открытым миром» располагается Семейная площадка, которая ежегодно увеличивается. Одним из фестивальных ноу-хау можно назвать мультфильм, который маленькие гости в течение всего фестиваля создают вместе с режиссёром-аниматором.
На всей территории фестиваля «Тайбола» запрещены нарушение «зелёного кодекса», религиозная пропаганда, употребление алкоголя и других психотропных веществ. Табакокурение запрещено вблизи фестивальных площадок. До и после проведения фестиваля его площадка будет убрана, отходы отсортированы и вывезены на полигон ТБО и на переработку.
В 2024 году команда фестиваля продолжает курс на повышение безопасности и улучшение качества организации. В основные фестивальные дни будут задействованы профессиональные охранники и медперсонал, а также другие специальные службы. Энергообеспечение полигона будет улучшено, а вместе с этим вырастет качество звукового и светового сопровождения Главной сцены. Впервые оргсбор был введён во время пятого фестиваля — эксперимент оказался удачным и плодотворным. Это позволило сделать «Тайболу» более комфортной и безопасной, пригласить серьёзных артистов и отсеять нецелевую аудиторию. Фестиваль по-прежнему остаётся идейным социальным проектом, который создаётся добровольцами. Однако без продажи билетов его проведение сейчас не представляется возможным.
«Тайбола» воспринимается жителями Поморья как одно из главных событий лета, широко известное на всей Европейской части России. В фестивальной копилке — 1 международная и 7 федеральных наград, в том числе победа на конкурсе «Я — гражданин» Общественной палаты РФ в 2015 году и победа в конкурсе «Общественная инициатива» в 2021 году.

## Статьи
- Арт-фестиваль «Тайбола» / Двина-Информ
- На берегу Белого моря вновь пройдет арт-фестиваль «Тайбола» / Аргументы и факты Архангельск
- Илья Кузубов и фестиваль «Тайбола» — победители национальной премии «Я — гражданин» / Пресс-центр Правительства Архангельской области
- Фестиваль «Тайбола» отправляется в большой тур / 29.ru
- В Онежском районе прошел фестиваль «Тайбола» / ГТРК «Поморье»
- Арт-фестиваль «Тайбола» стартовал в Архангельской области / Правда Севера
- Тайбола: северная Ямайка на Белом море / Murmanout
- Делегация арт-фестиваля «Тайбола» построит в Норвегии деревянного «Левиафана» / ТВ29.ru
- «Тайбола. Культурная экспедиция». Наши на Поморском фестивале! / Информационный портал «Северная неделя»
- «Тайбола»: минимум пьянки — максимум лета! / Информационный портал «Северная неделя»
- Поморское чудо в Варяжском заливе / Правда Севера
- Арт-фестиваль «Тайбола» в 2016 году изменит формат своего проведения / Новости Дня 29
- Русская песня звучала с драккара / Мурманский вестник
- Вардё + Архангельск = Любовь / Barents.no
- Тайбола. Возвращение с победой! / Портал: Культура Архангельской области
- А great adventure — the Taibola festival / Barents Culture — an arctic experience